# Правобережная (станция)
Правобере́жная — планировавшаяся нереализованная сортировочная железнодорожная станция на правом берегу Невы в Санкт-Петербурге, на которой предполагалось сконцентрировать грузовые и пассажирские потоки с части линий правого берега, рагрузив станцию Ленинград-Финляндский. В разные периоды с 1920-х годов предполагалось её сооружение на месте разных станций, таких как Кушелевка, Дача Долгорукова или Полюстрово, а также в новом месте на построенной в 1930-х годах линии Дача Долгорукова — Заневский Пост. Каждый раз по разным причинам проекты отменялись на разных стадиях и не возобновлялись из-за сомнений в эффективности планируемой станции. В конце концов в 1960 году было начато сооружение сортировочной станции в Ручьях на основе одноимённой небольшой станции, но после завершения первой очереди в 1965 году работы были остановлены и полноценная сортировочная работа на станции не велась, так как с обработкой существовавших вагонопотоков справлялись сортировочные станции левого берега.

## История

### Предпосылки
Развитие Петербургского железнодорожного узла шло неравномерно, отражая развитие города, разделённого Невой и её рукавами на два берега и группу островов разного размера. На начало XX века на левом берегу располагались головные станции и вокзалы линий, связывавших город с остальной страной и имевших большой грузо- и пассажиропоток (Варшавская, Балтийская, Витебская, Николаевская и Вологодская железные дороги), в то время как на правом берегу крупной можно было считать только Финляндскую железную дорогу, в то время как остальные — дачная Приморская и узкоколейная Ириновская железные дороги предназначались в первую очередь для пригородного движения, выполняя скорее функцию парового трамвая. В 1901—1902 годах также была построена Обуховская линия, соединившая берег Невы в Уткиной заводи напротив Обуховских заводов с Ржевским артиллерийским полигоном. Эти расположенные на правом берегу линии были не связаны между собой, тогда как левобережные были связаны как внутри города (Путиловская линия и Соединительная ветвь), так и за его пределами, входя в единую сеть железных дорог Российской империи.
Постепенно необходимость соединения Финляндской железной дороги с остальной сетью страны нарастала, и в 1908—1913 годах была сооружена однопутная Финляндская соединительная линия, связавшая Николаевскую сортировочную станцию и Волковскую на Путиловской линии со станциями Ланская и Санкт-Петербург-Финляндский через Финляндский железнодорожный мост. Линия имела четыре промежуточных станции: Глухоозёрская на левом берегу Невы, Дача Долгорукова на правом, Рублёвики (практически сразу переименованные в Полюстрово) возле пересечения с Ириновской дорогой и Кушелевка возле стыкования с Финляндской дорогой. При этом необходимость в соединении линий выросла настолько, что при задержке сдачи моста в эксплуатацию в 1913 году составы пришлось пустить по трамвайным путям на Литейном мосту. В том же 1913 году возле станции Рублёвики была построена станция Охта, от которой через первую и далее на север через Кексгольм было начато строительство линии к берегу Ботнического залива. Для соединения с этой линией на Финляндской соединительной была построена станция Пискарёвка, от неё была проложена кривая к станции Ручьи на новой линии.
После Февральской и Октябрьской революций ситуация сильно изменилась. Финляндия обрела независимость, вследствие чего недалеко к северу от Петрограда появилась государственная граница, и грузопоток в этом направлении упал в разы. В то же время железные дороги России, многие из которых до того находились в частных руках, были национализированы и переданы под управление Николаевской (с 1923 года — Октябрьской) железной дороги. На них была проведена реорганизация для приведения их к общему стандарту железных дорог страны (например, по габариту), а также некоторые линии были реконструированы: Приморская была перестроена в 1920—1923 годах, а Ириновская перешита на широкую колею и реконструирована в 1920—1927 годах. Были построены соединительные линии, связавшие их с остальной сетью страны, а Приморский и Охтинский вокзалы были упразднены и разобраны в целях экономии. Головной станцией для всех линий правого берега стал Финляндский вокзал. Инициаторами подобных переделок были в первую очередь военные — неспокойная обстановка на Советско-Финляндской границе требовала быстрой и частой переброски войск, которая была невозможна при имевшейся несвязности железнодорожной сети.
Однако, уже к концу 1920-х годов пассажиропоток на Ленинградском узле вышел на довоенные показатели, рос и грузопоток. Ленинград-Финляндский оказался перегружен и в отсутствие альтернатив стал «узким местом» правобережной сети. Почти ежегодно станцию постепенно расширяли, но это помогало лишь временно, так как поток постоянно рос, а из остальных станций на Финляндской соединительной линии относительно развитой была лишь Кушелевка, запроектированная как обменная между финляндскими и российскими дорогами; другие станции были небольшими и имели возможность проводить только самые простые операции с поездами (пропуск, скрещение, отцепки).
На начало 1930-х годов составлением поездов из вагонов, назначенных на правый берег, занимались 4 станции: Ленинград-Сортировочный-Московский, Ленинград-Сортировочный-Витебский, Волковская и Ленинград-Варшавский. Причём детальной подборки вагонов не производилось по целому ряду причин, в числе которых были чрезмерная загруженность и недостаточное путевое развитие, и каждая станция формировала составы 3 направлений: на станцию Дача Долгорукова (для вагонов в адрес станций Дача Долгорукова, Полюстрово, Охта и Нева), на станцию Кушелевка (для вагонов в адрес станции Кушелевка, а также Приморской, Ириновской и Васкеловской линий) и на станцию Ленинград-Финляндский (для вагонов в адрес станции Ленинград-Финляндский, а также Белоостровской линии и в Финляндию). Так как все линии были тупиковыми либо же упирались в границы, обслуживались они только сборными поездами, от 1 до 3 пар в сутки. Поезда в обратном направлении, на левый берег с правого, формировали те же 3 станции в адрес станций Ленинград-Сортировочный-Московский и Волковская. Существовавший порядок работы успешно выполнял задачи перевозок на правый берег, но обладал существенными недостатками, главным из которых было большое время простоя вагонов как на левом берегу в ожидании составления поезда, так и на правом, где появлялась необходимость в дополнительной сортировке при том, что станции правого берега были для этого совершенно не приспособлены, обладая недостаточным путевым развитием.

### Первый планировочный период
Сложившаяся в 1930-х годах ситуация на правом берегу Ленинградского железнодорожного узла требовала создания там крупной сортировочной станции, которая стала бы принимать на себя составы с левого берега и занималась бы перераспределением вагонов между остальными станциями, сняв с них нагрузку. Первоначальный проект такой станции с названием «Правобережная» предполагал расширение станции Кушелевка с организации там сортировочной горки и паровозного депо на 25 стойл. Однако «хордовое» месторасположение станции грозило создать транспортные проблемы, разделив районы города, а расположение станции не на одной из основных линий могло только увеличить простои вагонов. В силу этого рассматривались также варианты превращения в Правобережную станций Дача Долгорукова или Полюстрово. Последний вариант был в начале 1930 годов признан оптимальным.
Предполагалось, что в течение второй пятилетки в районе Охты появится крупный железнодорожный узел, который возьмёт на себя всю сортировочную и составную работу на Васкеловской и Ириновской линиях, а также на планировавшейся к постройке линии Дача Долгорукова — Мга, задуманной как выход из Ленинграда на Мурманскую железную дорогу, что должно было разгрузить Ленинград-Финляндский. Также планировалось создание на новой сортировочной станции собственных локомотивного и вагонного хозяйств. Предполагалось строительство в 3 этапа: в 1935 году планировалось увеличить в два раза приёмо-отправочный парк станции Полюстрово и соорудить первую очередь тягового хозяйства, в 1936 году — соорудить ещё несколько приёмо-отправочных путей и первую очередь сортировочного парка и вторую очередь тягового хозяйства, а в 1937 году — достроить сортировочный парк и построить приёмо-передаточный парк, одновременно с этим перестроив товарную станцию Охта в пассажирскую с постройкой тупикового вокзала и соединительных путей как на Полюстрово, так и на строившуюся Мурманскую железную дорогу. В дальнейшем предполагалось строительство новой товарной станции Охта севернее пассажирской для обслуживания Охтинской промзоны.
Однако из-за специфической структуры грузоперевозок в городе, когда большая часть грузоотправителей и грузополучателей (в разные годы от 70 до 90 процентов) находилась на левом берегу, а собственный грузопоток правого берега был весьма низким, нельзя было рассчитывать на достаточную загрузку новой сортировки без постройки нового выхода на Мурманск. Перевод же всех поездов Мурманской и Вологодской линий на новую сортировку привёл бы только к необходимости большинству вагонов дважды пересекать Неву в противоположных направлениях и к увеличению загрузки однопутного Финляндского железнодорожного моста, и так не всегда справлявшегося с потоком поездов. Эти факторы требовали дополнительного расчёта и планирования, что отложило строительство Правобережной на неопределённый срок.

### Второй планировочный период
Война с Финляндией в 1939—1940 годах выявила неподготовленность Ленинградского узла и подходов к нему к выполнению задач военного времени — почти сразу после начала войны узел захлебнулся в потоке военных грузов и эшелонов, причём в этом сыграли роль как слабая пропускная способность Финляндского моста, составлявшая всего 21 пару поездов в сутки, так и недостаточная оснащённость станций на правом берегу, в первую очередь Кушелевки, ставшей распорядительной для всех воинских грузов. Частично помогла организация пропуска лёгких составов по трамвайным путям на Литейном и Володарском мостах в ночное время, но необходимость усиления узла оставалась. В рамках этого были организованы «Строительство 102», по сооружению дополнительных соединительных веток и расширению станций и «Строительство 103», в рамках которого в кратчайшие сроки, за зиму 1939—1940 годов была построена линия от станции Заневский Пост к станции Горы с ещё одним мостом через Неву — Кузьминским.
В рамках «Строительства 102» на перегоне между станциями Дача Долгорукова и Заневский Пост ближе к первой была начата укладка станционных путей под новую сортировочную станцию, также имевшую проектное название Правобережная. К лету 1941 года была выполнена только малая часть строительных работ, с началом войны они были остановлены, а Кузьминский мост — взорван, что прекратило движение на линии. Снова вскрылись проблемы в расчётах: только треть грузопотока, приходившего по новой линии, предназначалась для предприятий правого берега, остальное необходимо было перегонять по и без того загруженному Финляндскому мосту на левый. Вдобавок ко всему, выбранный для строительства участок имел длину всего в 2 км, чего было недостаточно даже для постройки крупной участковой станции, не говоря уже о сортировочной с организацией развязок на подходах с обеих сторон. Геологические условия тоже не благоприятствовали крупному строительству.
Проект снова был рассмотрен после снятия блокады в 1944 году, и сооружение крупной сортировочной или даже участковой станции на правом берегу было признано нецелесообразным. Так что в уточнённом проекте, одобренном Народным комиссариатом путей сообщения и выпущенном весной 1945 года, от сооружения Правобережной снова отказались.

### Третий планировочный период
В 1950 году при разработке генеральной схемы Ленинградского железнодорожного узла на дальнюю перспективу к идее постройки станции Правобережная снова вернулись. Предполагалось 4 варианта расположения станции: на месте станции Полюстрово, на месте станции Ручьи, на перегоне между Дачей Долгорукова и Заневским Постом и на перегоне между Заневским Постом и Ржевкой. При этом варианты размещения сортировки на станциях Ржевка и Ленинград-Финляндский были отклонены без детального анализа в силу нахождения этих станций в плотной городской застройке, а потому дороговизне вероятного строительства. План был утверждён Министерством путей сообщения в 1953 году. В результате дальнейших расчётов планируемого грузопотока и пробега вагонов в качестве приоритетных были выбраны варианты строительства сортировки на Полюстрово или Ручьях, при этом последний вариант выигрывал, так как возможная площадка под строительство в Полюстрово была короче (2,5 км против 4 в Ручьях), а также была зажата городской застройкой и пересекала городские улицы. Этот вариант был утверждён МПС в 1956 году, а проведённое технико-экономическое обоснование подтвердило, что станция должна строиться как сортировочная, а не участковая.
Строительные работы начались в 1960 году; на этот момент Ручьи были разъездом, состоявшим из главного и нескольких боковых путей, имея при том, помимо главной линии от Полюстрово на Карельский перешеек, пути на станции Пискарёвка, Ржевка и Парголово, сооружённые в разные годы и позволявшие выдавать поезда почти на все направления правого берега. В рамках строительства существовавшие пути были преобразованы в приёмо-отправочный парк, а с восточной стороны параллельно им была построена немеханизированная сортировочная горка с 13 сортировочными путями. В то же время с западной стороны, в обход, были уложены новые главные пути. Также было начато сооружение локомотивного депо. Работы по строительству первой очереди были завершены в 1965 году.
В 1970-х годах станция Ручьи была включена в план формирования поездов, но большая часть грузопотока продолжала формироваться на Московской сортировочной станции. Сложилась «патовая» ситуация: будучи не достроенной, станция не могла полноценно функционировать как сортировочная, но и необходимости в достройке не было. Постепенно от использования уже построенных путей отказывались, сортировочная горка была заброшена, и на средину 2010-х годов Ручьи оставались участковой станцией 1 класса без каких-либо реальных перспектив к развитию. Формирование поездов и сортировка происходили преимущественно на станции Санкт-Петербург-Сортировочный-Московский и малыми объёмами на станциях Кушелевка и Ручьи где действовали 9 из 18 сортировочных путей, а манёвры выполнялись осаживанием локомотивами.